# Georg Thurn-Valsassina
Georg Vincenz Duclas von Thurn und Valsassina-Como-Vercelli (* 13. April 1900 in Wien; † 4. März 1967 in Taormina) war ein österreichischer Großgrundbesitzer, Jäger und Naturschützer.

## Leben und Wirken
Georg Thurn-Valsassina entstammte dem österreichischen Hochadelsgeschlecht Thurn und Valsassina. Er war ein Urenkel des kaiserlichen Feldzeugmeisters Georg Anton Franz von Thurn und Valsassina.
Seine Eltern waren Vinzenz Georg von Thurn-Valsassina und Adele, geborene Marchesa Tacoli. Er besuchte eine Privatvolksschule, das Schottengymnasium in Wien und das Gymnasium in Hollabrunn. 1918 begann er an der Universität Wien ein Jusstudium, wechselte aber bereits im nächsten Jahr an die landwirtschaftliche Fakultät der Deutschen Technischen Hochschule in Prag, wo er 1922 die Diplomprüfung ablegte.
Er heiratete Sophie Starhemberg, die Schwester von Ernst Rüdiger Starhemberg. Ab 1923 verwaltete Georg Thurn-Valsassina elterliche Güter in Waltsch, nach dem Tod seines Vaters 1928 zog er auf den Gutsbesitz Schloss Hagenegg in Eisenkappel.
Georg Thurn-Valsassina trat 1929 dem Heimatschutz bei, wo er 1931 zum Bezirksleiter und 1932 zum Kreisleiter ernannt wurde. Er war auch Mitglied der Vereinigung katholischer Edelleute. Im Mai 1934 wurde er Landesführer der Heimwehr-Jugendorganisation „Jung-Vaterland“ und im August 1935 deren stellvertretender Bundesführer.
Im autoritären Ständestaat wurde er im April 1934 Bezirksführer der Vaterländischen Front (VF) in Eisenkappel. 1934 wurde er auch zum Bundesjugendführer ernannt und war in dieser Funktion mit dem Aufbau der Staatsjugendorganisation Österreichisches Jungvolk betraut. Er war auch im kurzlebigen VF-Führerrat vertreten.
Von 1. November 1934 bis zum 12. März 1938 war er Mitglied des Staatsrates, wo er auch als Schriftführer fungierte.

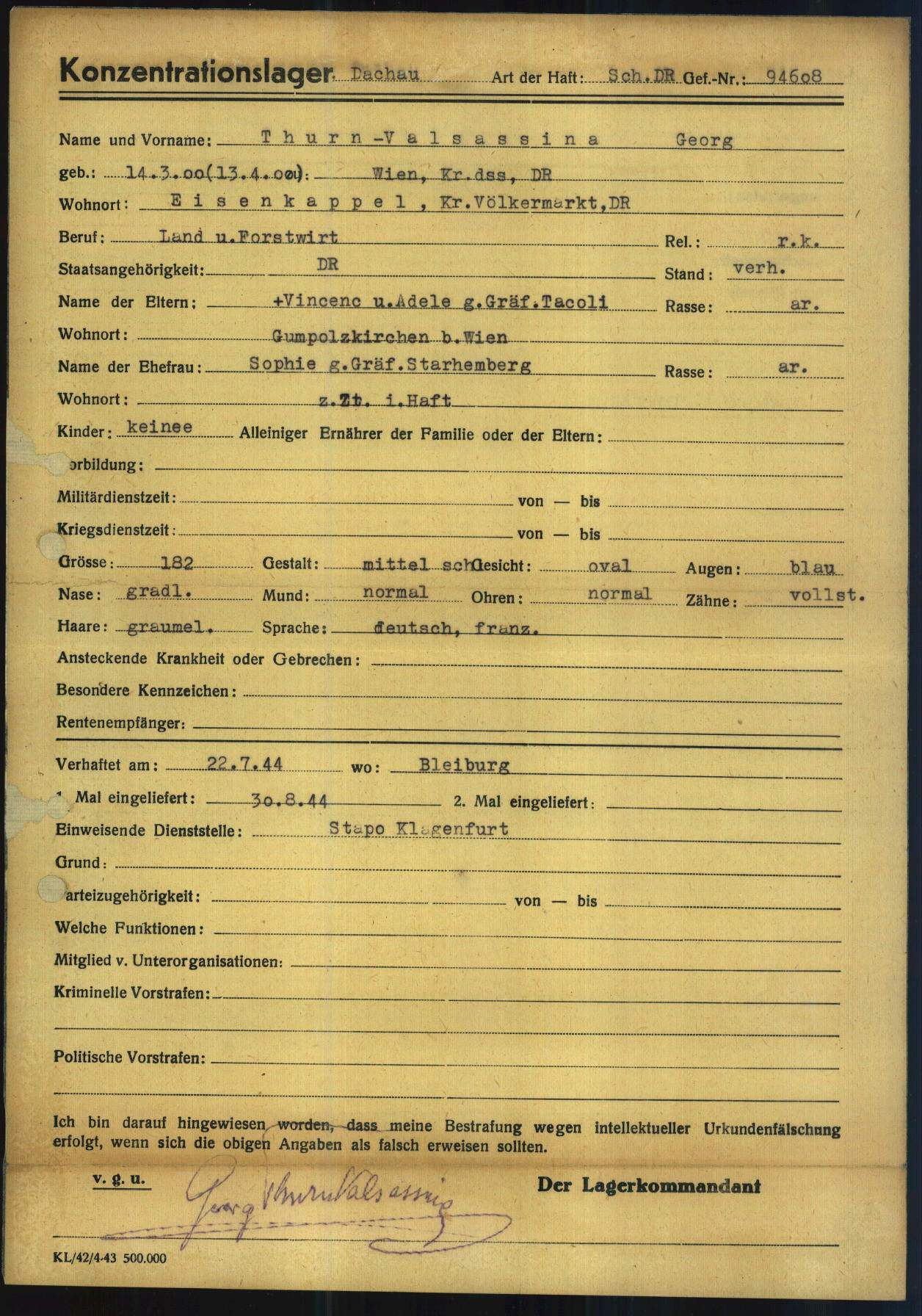
Anmeldeformular von Georg Thurn-Valsassina als Gefangener in nationalsozialistischen Konzentrationslager Dachau

Während der Herrschaft des Nationalsozialismus wurde Thurn-Valsassina mehrfach inhaftiert und im Sommer 1944 ins KZ Dachau verschleppt.
Von 1945 bis 1954 übte er die Funktion des Landesjägermeisters von Kärnten aus. Von 1965 bis 1967 war er Vorsitzender des Naturschutzbundes Österreich.
Auf seinem Grundbesitz in den Karawanken setzte er sich für den Schutz des gefährdeten Braunbären ein. Er verbot seinen Jägern, Braunbären abzuschießen, weil auch diesen ein Lebensraum zustünde.
In Familienbesitz befinden sich unter anderem Schloss Hagenegg in Eisenkappel-Vellach und Schloss Bleiburg. Er liegt begraben im Familiengrab in Bleiburg.